# Championnat d'Ouganda de football 1970
Navigation
Edition précédente Edition suivante
La saison 1970 du Championnat d'Ouganda de football est la troisième édition du championnat de première division ougandais. Onze clubs ougandais prennent part au championnat organisé par la fédération. Les équipes ne rencontrent qu'une seule fois leurs adversaires cette saison.
C'est le club de Coffee SC qui remporte la compétition cette saison après avoir terminé en tête du classement final, ne devançant Police FC qu'à la différence de buts. C'est l'unique titre de champion d'Ouganda de l'histoire du club. Le double tenant du titre, Prisons FC Kampala, ne termine que cinquième du classement final.

## Participants
- Prisons FC Kampala
- Express FC
- Army SC
- Soroti FC
- Jinja FC
- Lira FC
- Masaka FC
- Coffee SC
- Police FC
- Kilembe Mines FC
- Tororo FC

## Compétition

### Classement
Le classement est établi sur le barème de points classique : victoire à 2 points, match nul à 1, défaite à 0.
| Rang | Équipe              | Pts | J  | G | N | P | Bp | Bc | Diff |
| ---- | ------------------- | --- | -- | - | - | - | -- | -- | ---- |
| 1    | Coffee SC           | 17  | 10 | 8 | 1 | 1 | 34 | 7  | +27  |
| 2    | Police FC           | 17  | 10 | 8 | 1 | 1 | 29 | 8  | +21  |
| 3    | Army SC             | 15  | 10 | 6 | 3 | 1 | 38 | 11 | +27  |
| 4    | Express FC          | 13  | 10 | 6 | 1 | 3 | 22 | 13 | +9   |
| 5    | Prisons FC KampalaT | 11  | 10 | 5 | 1 | 4 | 37 | 15 | +22  |
| 6    | Kilembe Mines FC    | 11  | 10 | 5 | 1 | 4 | 14 | 13 | +1   |
| 7    | Soroti FC           | 8   | 10 | 4 | 0 | 6 | 18 | 35 | -17  |
| 8    | Jinja FC            | 7   | 10 | 3 | 1 | 6 | 20 | 31 | -11  |
| 9    | Masaka FC           | 6   | 10 | 3 | 0 | 7 | 13 | 20 | -7   |
| 10   | Tororo FC           | 2   | 10 | 0 | 2 | 8 | 10 | 44 | -34  |
| 11   | Lira FC             | 1   | 10 | 0 | 1 | 9 | 5  | 45 | -40  |

|  | Qualification pour la Coupe des clubs champions africains 1971 |
|  | T : Tenant du titre                                            |

## Bilan de la saison
| Championnat d'Ouganda de football 1970                             |                       |
| Champion                                                           | Coffee SC (1er titre) |
| Qualifications continentales                                       |                       |
| Coupe des clubs champions africains 1971                           | Coffee SC             |
| Promotions et relégations                                          |                       |
| Promus en Championnat d'Ouganda de football                        | Aucun                 |
| Relégués en Championnat d'Ouganda de football de deuxième division | Aucun                 |